# Laura Luzzatto Coen
Laura Luzzatto Coen (Trieste, 9 de febrero de 1911-Florencia, 26 de marzo de 1995) fue una bibliotecaria y traductora italiana. 

## Biografía
Se graduó en Trieste en 1928, ese mismo año se trasladó a Florencia para asistir a la Facultad de Letras y Filosofía; en 1932 defendió el trabajo de fin de carrera sobre Niccolò Tommaseo con la dirección de Guido Mazzoni. Entre 1932-1933 asistió a la Escuela de Bibliotecarios y Archiveros Paleógrafos de la Universidad de Florencia. Después de graduarse y especializarse, obtuvo una plaza en la Biblioteca Nacional Central de Florencia, donde trabajó desde 1933, ocupándose principalmente del "Bollettino delle pubblicazioni italiane", hasta 1939, año en el que fue suspendida en el empleo en cumplimiento de las Leyes raciales fascistas de noviembre de 1938 puesto que Laura era de origen judío, inscrita en la Comunidad Judía de Florencia desde 1930.
En enero de 1938 se convirtió a la religión católica y se casó con el músico Luigi Dallapiccola, que conoció en 1931. Reincorporada a su actividad en la Biblioteca después de la Liberación, ascendió en junio de 1948 a jefa de biblioteca de 3.ª clase. En 1950 se jubiló anticipadamente.
Desde finales de los años cincuenta tradujo del alemán numerosas obras. Destacan entre otras la obra de Ferrucio Busoni.
Después de la muerte de Dallapiccola, el 19 de febrero de 1975, se dedicó a ordenar el legado del marido instituyendo dos fondos, el primero para el Archivo Contemporáneo “Alessandro Bonsanti” del Gabinete Vieusseux, el segundo para la Biblioteca Nacional Central de Florencia.
Murió en Florencia en 1995.